# Wugang, Pingdingshan
Wugang är en stad på häradsnivå som lyder under Pingdingshans stad på prefekturnivå i Henan-provinsen i centrala Kina. omkring 170 kilometer söder om provinshuvudstaden Zhengzhou.